# Невилл, Джон, 6-й барон Латимер из Корби
Джон де Невил (англ. John de Neville; 1382 — 10 декабря 1430) — 6-й барон Латимер из Корби с 1395, английский аристократ, младший сын Джона де Невилла, 3-го барона Невилла из Рэби, от второго брака с Элизабет Латимер, 5-й баронессой Латимер из Корби. После смерти матери он унаследовал владения Латимеров в Северо-Восточной Англии, сначала под опекой. Став совершеннолетним, он в 1404—1430 годах регулярно вызывался в английский парламент. Поскольку детей у Джона не было, свои владения он завещал своему единокровному брату, Ральфу де Невиллу, 1-му графу Уэстморленду, за исключением части, которую получила его единственная полнородная сестра Элизабет.

## Происхождение
Джон происходил из знатного английского рода Невиллов, который был вторым по значимости в Северно-Восточной Англии после рода Перси. Его отец, Джон де Невилл, 3-й барон Невилл из Рэби, был богатым землевладельцем, имевшим большое количество владений в ряде графств Северо-Восточной Англии, в первую очередь в Дареме, Нортумберленде, Северном Йоркшире и Линкольншире. Главным его поместьем было Рэби в Дареме, на месте которого он построил замок Рэби. Кроме того, он был близким соратником Джона Гонта, одного из сыновей короля Англии Эдуарда III, игравшего заметную роль в управлении Английским королевством во второй половине XIV века. Благодаря этим связям, он значительно расширил свои владения и богатства. Также он проявил себя как военачальник и неоднократно занимал должность хранителя Шотландских марок. По сообщению «Вестминстерской хроники» в 1385 году король Ричард II присвоил ему титул графа Камберленда, однако в знак протеста против щедрости короля парламент в октябре того же года отказался утвердить этот титул.
Джон де Невил был дважды женат. От первого брака с Мод Перси, дочерью Генри де Перси, 2-го барона Перси из Алника у него родилось двое сыновей, из которых старший Ральф де Невилл унаследовал владения и титулы отца, а в 1397 году получил титул графа Уэстморленда. После смерти Мод Джон не позднее 1381 года женился на Элизабет Латимер, дочери и наследнице другого североанглийского барона, Уильяма Латимера, 4-го барона Латимера из Корби, владевшего рядом земель в Йоркшире неподалёку от владений Невиллов, а также поместьями в Бедфордшире, Бакингемшире, Камберленде, Линкольншире и Нортгемптоншире. От этого брака родилось двое детей, в том числе и Джон. После смерти в 1381 году барона Латимера его дочь, Элизабет, унаследовала его владения и титул баронессы Латимер.

## Биография
Джон родился в 1382 году. В 1388 году умер его отец, его основным наследником стал Ральф де Невилл, старший сын от первого брака. Мать же Джона, Элизабет Латимер, владевшая наследственными землями Латимеров, вышла замуж вторично, её мужем стал Роберт де Уиллоуби (ок. 1349 — 9 августа 1396), 4-й барон Уиллоуби де Эрзби. Она умерла 5 ноября 1395 года.
Поскольку на момент смерти матери Джон ещё был несовершеннолетним, то его владения находились под опекой. 4 июля 1398 года епископ Лондона Роберт Брейбрук и Эдмунд Хэмпден получили 100 марок в год на его содержание. Вопрос о браке Джона был предоставлен 15 мая того же года епископу Лондона, но в 1399 году он передал это право Элизабет де Рос, леди Клиффорд, вдове Томаса де Клиффорда, 6-го барона де Клиффорд. В результате она не позднее 24 июля 1406 года женила Джона на своей дочери, Мод де Клиффорд.
Совершеннолетним Джон был признан в декабре 1403 года. 25 августа 1404 года он был впервые вызван в парламент как барон Латимер, после регулярно участвовал в заседаниях парламента вплоть до 27 ноября 1430 года. 22 декабря 1406 года барон Латимер в числе других баронов подтвердил второй акт о наследовании Генриха IV и поклялся его поддерживать. Примерно в это же время он входил в состав Большого королевского совета.
Около 1413 года Джон развёлся с Мод де Клиффорд. Детей он не имел, поэтому большую часть своих владений, за исключением части, доставшейся его полнородной сестре Элизабет, завещал старшему брату Ральфу Невиллу.

## Наследство
Джон умер 10 декабря 1430 года, после чего титул барона Латимера угас. По завещанию его похоронили в аббатстве Святой Марии в Йорке. Его владения же в итоге унаследовал племянник, Джордж Невилл, один из умершего раньше Джона сыновей Ральфа Невилла, 1-го графа Уэстморленда. В 1432 году для Джорджа был воссоздан титул барона Латимера.
В конце XV века по поводу наследства Латимеров возник спор между Невиллами и Уиллоуби. Элизабет Невилл, полнородная сестра Джона, была замужем за своим сводным братом Томасом Уиллоуби. Хотя нет никаких сведений, что сын и внук Элизабет Невилл и Томаса Уиллогби претендовали на титул барона Латимера, но Роберт Уиллоуби, 1-й барон Уиллоуби де Брок, правнук Элизабет, который в 1491 году был вызван в парламент как 1-й барон Уиллоуби, около 1494 года предъявил права на титул барона Латимера, который в это время носил Ричард Невилл, 2-й барон Латимер. Свои претензии он обосновывал на происхождении через прабабушку от первых баронов Латимер. Но в итоге победителем вышел Ричард Невилл.

## Брак
Жена: не позднее 24 июля 1406 Мод (Матильда) де Клиффорд (ум. 26 августа 1446), дочь Томаса де Клиффорда, 6-го барона де Клиффорд, и Элизабет де Рос. Детей от этого брака не было. Около 1413 года супруги развелись, после чего Мод вышла замуж вторично. Её мужем около 1414 года стал Ричард Конисбург (ок. сентября 1375 — 5 августа 1415), 3-й граф Кембридж с 1414, казнённый в 1415 году за участие в Саутгемптонском заговоре.